# 有機塩素化合物
有機塩素化合物（ゆうきえんそかごうぶつ、organochlorine compound）または有機塩化物（ゆうきえんかぶつ、organochloride）は、分子内に塩素原子を含む有機化合物である。構造や化学的性質の多様性のため、その用途は多岐に渡る。有機塩素化合物は基本的には水と混ざらず、また、塩素原子の重さのために水より密度が高くなる。

## 利用
最も単純な有機塩素化合物は、塩素化炭化水素である。これらは1つ以上の水素原子が塩素原子に置換した炭化水素である。低分子量の塩素化炭化水素は主に溶媒として使われ、クロロホルムやジクロロメタン、トリクロロエタン、テトラクロロエチレンなどがある。これらの溶媒は比較的非極性であり、脱脂やドライクリーニングに使われている。
農業において殺虫剤として使われている有機塩素化合物には、DDT、ジコホール、ヘプタクロル、エンドスルファン、クロルデン、マイレックス、そしてペンタクロロフェノールなどがある。これらはその分子構造によって親水性にも疎水性にもなりうる。
ポリ塩化ビフェニル (PCBs) は、かつて電気絶縁体および熱媒体として広く用いられたが、毒性が問題となり、2001年に採択された「残留性有機汚染物質に関するストックホルム条約」によって世界的に使用が禁止されつつある。
塩素化アルケンは様々な物質の合成に使われる。例えば、塩化ビニルはポリ塩化ビニル (PVC) の合成に使われる。
甘味料であるスクラロース（C12H19Cl3O8）はダイエット食品として広く使われている。
2004年現在、抗ヒスタミン剤のロラタジン（クラリチン）、抗うつ剤のセルトラリン（ゾロフト）、抗てんかん剤のラモトリジン（ラミクタル）、吸入麻酔薬のイソフルランなど、少なくとも 165 種の有機塩素化合物が医薬品として認可されている。

## 自然界での存在
有機塩素化合物が天然に存在することは、極めて稀であるが、以下のような事例が知られている。

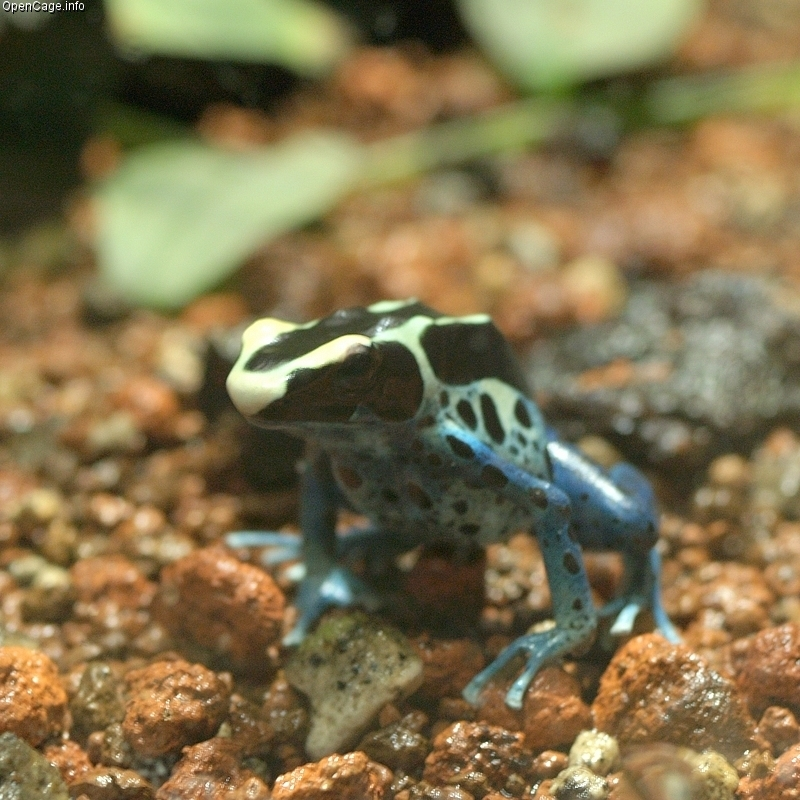
ヤドクガエル

- 様々な有機塩素化合物がバクテリアからヒトにいたるまでいろいろな生物から単離されている[2][3]。
- アルカロイド、テルペン、アミノ酸、フラボノイド、ステロイド、そして脂肪酸を含む生体分子のほとんどすべてにおいて、塩素を含む天然の化合物が見られる[2][4]。
- エンドウマメやソラマメは天然の塩素化植物ホルモンである4-クロロインドール-3-酢酸 (4-Cl-IAA) を含む[5][6]。
- 魚介類の毒では、長鎖のハロゲン化アルキルを部分構造とするクロロスルホ脂質が発見されている[7]。
- ヤドクガエルの1種から発見されたエピバチジンは強力な鎮痛作用を持ち、医薬品としても期待されている。

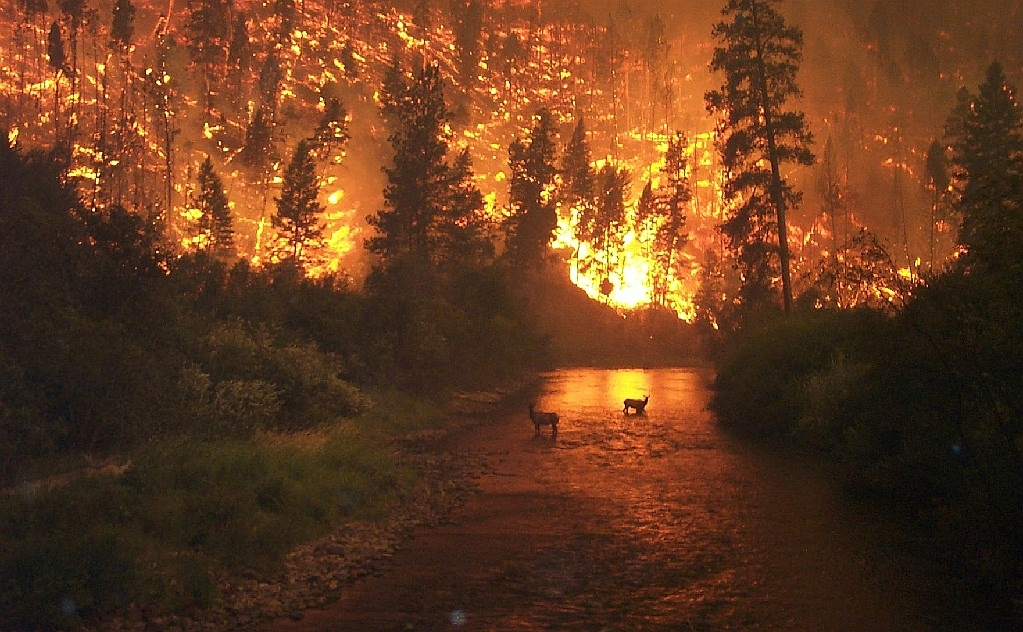
森林火災

- 単純な構造の有機塩素化合物は、有機物と食塩などの塩素化合物がある程度の高温条件下で反応すれば発生する。天然に存在するクロロメタンの大多数は生分解や森林火災、火山活動によって自然に合成される[8]。
- ジクロロメタン・クロロホルム・四塩化炭素などの様々な単純塩素化炭化水素が海藻から単離されている[9]。
- ダイオキシン類は森林火災などの高温条件において発生し、また雷による発火で生じた灰の中からも発見されている[10]。

## 毒性

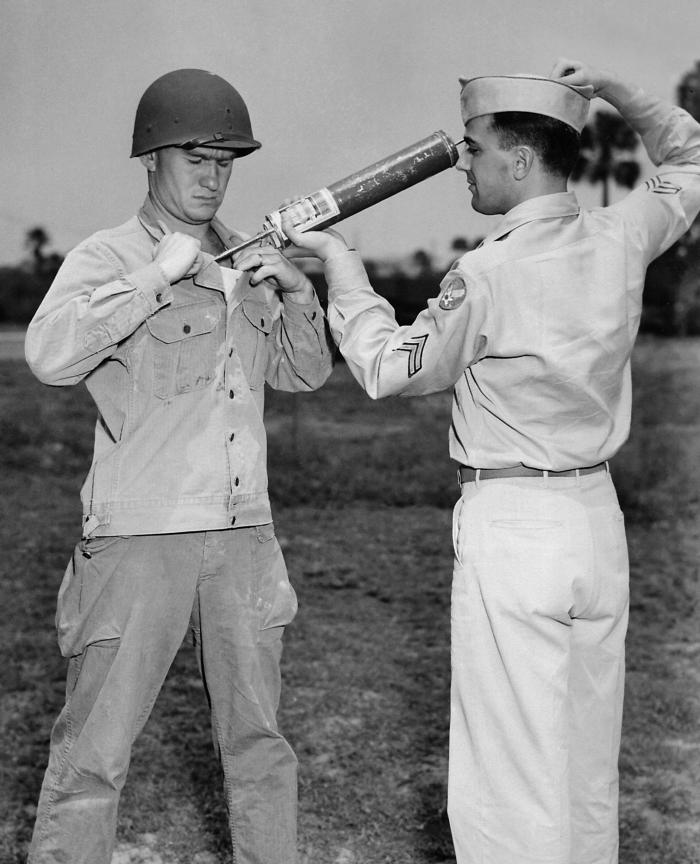
かつては防疫対策に用いられていたDDT

有機塩素化合物のいくつかは、ヒトを含めた動植物に対して強い毒性を持つ。塩素を含む有機物を燃焼させたとき生成するダイオキシン類や、DDTに代表される数種の殺虫剤は、残留性有機汚染物質であり、環境中に放出されると長期にわたって生態系に影響を与える。
例えば DDT は20世紀中頃に殺虫剤として広く用いられたが、生体中で代謝分解されず、また脂肪組織に溶け込み排出されにくいため、食物連鎖を通した生物濃縮によって上位捕食者の体内に高濃度で蓄積された。この結果、鳥類ではカルシウム代謝を阻害され、数種の鳥類捕食者ではその個体数の激しい低下があった。

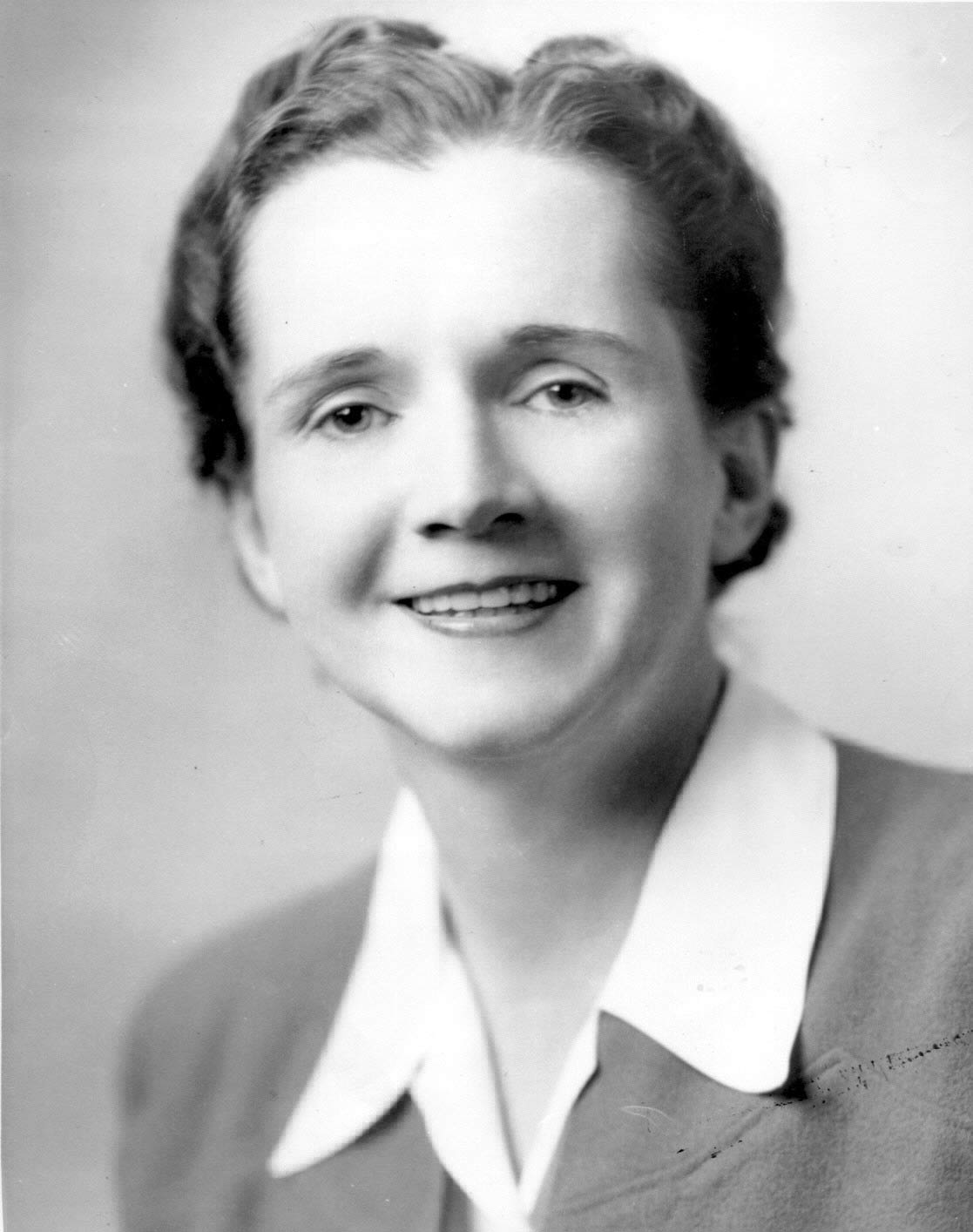
レイチェル・カーソン

レイチェル・カーソンは DDT の農薬毒性を公衆に認識させるため、1962年に『沈黙の春』を著した。以降、多くの国々が数種の有機塩素化合物の使用を段階的に廃止し、生産・使用が制限されて長年経過したにもかかわらず、残留した DDT や PCBなど多くの有機塩素化合物がヒトや哺乳類において継続的に検出されており、特に北極圏の海生哺乳類で高濃度である。これらの化学種は哺乳類では母乳に含まれるため授乳によって子に移動する。
四塩化炭素のような塩素化溶媒は適切な処分を行わないと地下水に蓄積する。ホスゲンのようないくつかの高反応性有機塩素化合物は化学兵器に使われた。
一般に、有機塩素化合物の毒性は含まれる塩素原子に直接由来するものではない。一方、フロン類に含まれる塩素はオゾン層を破壊する直接的な原因となっている。